# Maruna nadmorska

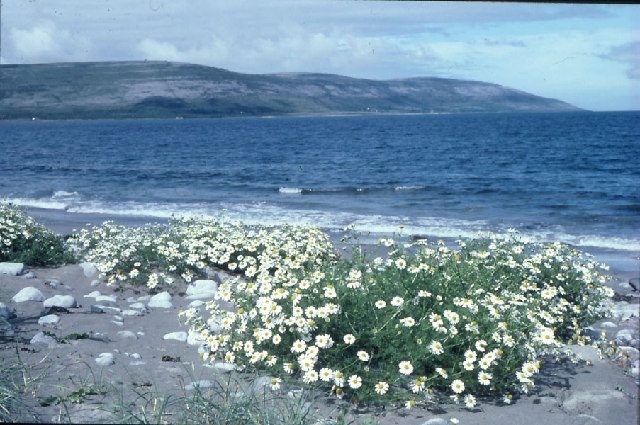
Maruna nadmorska w typowym siedlisku

Maruna nadmorska (Tripleurospermum maritimum (L.) W.D.J. Koch) – gatunek z rodziny astrowatych. W zależności od ujęcia systematycznego wąsko ujmowany jako gatunek związany z siedliskami nadmorskimi w Europie Zachodniej, Północnej i Grenlandii. Alternatywnie, w szerokim ujęciu włączany jest tu także podgatunek inodorum, który powoduje, że gatunek w takim ujęciu jest wówczas szeroko rozprzestrzeniony w całej Europie oraz północnej i środkowej Azji. W Polsce występuje prawdopodobnie w obu ujęciach, przy czym pospolity jest podgatunek inodorum, wyodrębniany też jako odrębny gatunek – maruna bezwonna T. inodorum.

## Systematyka
W szerokim ujęciu gatunek obejmuje obok podgatunku nominalnego (subsp. maritimum) m.in. także podgatunek bezwonny (subsp. inodorum (L.) Appleq.) i takie ujęcie jest mocno obecne w polskiej literaturze. Przeciw łączeniu tych taksonów w ramach jednego gatunku przemawia występowanie istotnich różnic w odniesieniu do takich cech jak: forma życiowa (T. inodorum to rośliny roczne, T. maritimum to głównie rośliny dwuletnie i byliny); różnice w budowie (pierwszy ma pędy wzniesione, odcinki liści wąskie, niemięsiste, żeberka na owocach oddalone; drugi ma pędy płożące, liście mięsiste, żebra gęste); u obu taksonów znane są populacje di- i tetraploidalne; oba taksony tworzą mieszańce, ale przynajmniej częściowo są one sterylne; oba różnią się preferencjami siedliskowymi. W efekcie taksony te wyróżniane są w randze odrębnych gatunków w licznych florach i bazach taksonomicznych.
W wąskim ujęciu systematycznym w ramach gatunku wyróżniane są cztery podgatunki:
- Tripleurospermum maritimum subsp. maritimum
- Tripleurospermum maritimum subsp. boreale (Hartm.) A.Pedersen
- Tripleurospermum maritimum subsp. nigriceps P.D.Sell
- Tripleurospermum maritimum subsp. vinicaule P.D.Sell

W szerokim ujęciu zaliczane są tu także podgatunki:
- Tripleurospermum maritimum subsp. inodorum (L.) Appleq. – maruna nadmorska bezwonna (synonim T. inodorum (L.) Sch.Bip.)
- Tripleurospermum maritimum subsp. phaeocephalum (Ruprecht) Hämet-Ahti (synonim T. hookeri Sch.Bip.)

## Zasięg geograficzny
W wąskim ujęciu gatunek występuje na Azorach i Grenlandii oraz w krajach Europy Zachodniej i Północnej (od Portugalii i Hiszpanii) po kraje skandynawskie i bałtyckie. Jako introdukowany obecny jest w Ameryce Północnej, zarówno wzdłuż wschodniego, jak i zachodniego wybrzeża. Obecność tego wąsko ujmowanego taksonu w Polsce jest problematyczna – niektórzy autorzy wymieniają go jako rzadkiego na wybrzeżu na piaskach nadmorskich i solniskach, inni informują tylko o obecności form przejściowych (mieszańców?) m. maruną nadmorską i bezwonną. 
W szerokim ujęciu systematycznym obejmującym subsp. inodorum gatunek wskazywany jest jako rodzimy dla całej Europy oraz północnej i środkowej Azji, poza tym szeroko rozprzestrzeniony na świecie. Jako introdukowany obecny jest na obu kontynentach amerykańskich, we wschodniej Azji i Australii. W Polsce takson w szerokim ujęciu ma status archeofita (archaeophyta resistentia) – uznaje się, że pojawił się przed XV wiekiem i zasiedla tylko siedliska antropogeniczne. Gatunek w szerokim ujęciu jest bardzo pospolity na terenie całej Polski.

## Morfologia
Informacja dotyczy gatunku w wąskim ujęciu. Zob. też: maruna bezwonna.
PokrójRoślina o pędach osiągających od 15 do 80 cm długości, ale pokładających się, z reguły nie osiągająca większej wysokości niż 10–30 cm. Łodyga jest pojedyncza lub jest ich kilka, rozgałęziają się w dalszej (dystalnej) części, są nagie lub słabo owłosione.
LiścieUlistnienie skrętoległe. Liście o długości 2–8 cm, 2–3 krotnie pierzastosieczne o odcinkach walcowatych, o szerokości do 1 mm, zakończonych tępo lub z kończykiem.
KwiatyZebrane w koszyczki wyrastające pojedynczo na szczytach łodyg lub tworzących kwiatostany złożone w postaci podbaldachów. W sumie na jednej roślinie tworzy się zwykle od kilku do ok. 50 koszyczków. Listki okrywy nierówne, od wąsko- do szerokotrójkątnych, w środkowej części ciemnozielone do brązowych, na brzegu z wąskim, błoniastym obrzeżeniem jasnobrązowym do czarnobrązowego. Dno koszyczka jest wypukłe do półkolistego, wewnątrz pełne. Brzeżne, białe kwiaty języczkowate to kwiaty żeńskie. W jednym koszyczku jest ich od kilkunastu do ponad 30. Ich korona osiąga od 1 do 2 cm długości. Wewnętrzne, żółte kwiaty rurkowate są obupłciowe, osiągają tylko 2,5 mm długości.
OwocePodługowate, jasno- do czarnobrązowych niełupki. Żebra na owocu blisko siebie stulone, jeśli rozdzielają się to na mniej niż 1/4 długości. Między żebrami drobno szczecinkowate. Gruczołki żywiczne wydłużone (dwa razy lub bardziej długie niż szerokie).
Gatunki podobneMaruna bezwonna, która od nadmorskiej różni się pędami wzniesionymi (mogą osiągać do 60 cm wysokości); liśćmi o odcinkach cienkich (do 0,5 mm szerokości), niemięsistych i długo zaostrzonych; listkami okrywy na brzegu i wierzchołku blado obrzeżonymi; owocami z żebrami wyraźnie oddalonymi (rozdzielonymi przynajmniej na 1/3 długości) oraz kolistymi gruczołami żywicznymi. Takson ten zasiedla siedliska ruderalne i jest pospolitym chwastem upraw.

## Biologia i ekologia
Informacja dotyczy gatunku w wąskim ujęciu. Zob. też: maruna bezwonna.
RozwójBylina, rzadziej roślina dwuletnia. Hemikryptofit.
SiedliskoMiejsca odsłonięte na wybrzeżach nadmorskich; piaski nadmorskie i solniska.
FitosocjologiaGatunek charakterystyczny dla klas Cakiletea maritimae.
GenetykaLiczba chromosomów 2n = 18.
Korelacje międzygatunkowePasożytuje na nim grzybopoodobny lęgniowiec Peronospora radii wywołujący mączniaka rzekomego i żerują larwy muchówki Trupanea stellata.